# 张家口市环城快速路

张家口市主城区与环城快速路示意图

张家口市环城快速路是一条位于中国河北省张家口市城区的外环路，距离张家口市文化广场中心点（张家口市标准地理坐标）最近点1.6公里，最远点11.3公里。该环城快速路路基宽40.5米、路面宽36.5米，两侧绿化带各宽15米，建设总规模44.08公里，由东环线、西环线、张石高速公路张家口连接线、北环线、南环线五条路线构成。工程始于2007年4月，2008年12月全线通车。

## 工程
张家口市环城快速路东环线、西环线、张石高速公路张家口连接线三条线路于2007年4月开工建设，2007年10月底竣工通车。南北环线于2008年3月开工建设，同年年底竣工，在12月9日实现全线贯通。
因张家口市是一个山区城市，东西北三面均为高山环绕，所以快速路东环线、西环线、张石高速公路张家口连接线三段工程的工程量巨大，施工难度也很大。全长30公里的工程，动用的土石方量就达879万立方米，约等于建设一条高标准的高速公路的土石方量。环城快速路全线各类桥梁设有50座、互通17处。公路等级为半封闭全立交城市快速路，设计速度60km/h，工程建设计划投资32亿元人民币。
从该市的城市交通条件来讲，建设城市快速路不仅仅是一个量上的变化，重要的是质上的变化，它将从根本上缓解张家口主城区内车多人多、路少路窄的矛盾给交通带来的巨大压力。

### 东环线
起点位于主城区内桥东区盛华东大街东端王家寨村附近，与规划中的经五路相接；终点位于桥东区五一大街东起点处。路线全长7.608公里。路线主要穿越杨家坟、市液化气站、张家口市工业锅炉厂、水泉沟、张家口东山砖厂、桥东区口里东窑子村。该段环线今后计划从起点向南继续延伸建设，与位于其南方大约9公里处的丹拉高速公路相连接，并入国道网。
主线不含互通，共设涵洞9道，通道4道，板涵2座，天桥4座，平面交叉1处。其中187米长大桥一座，46米长中桥一座，123米长分离式立交桥一座，66.9米长天桥一座，51米长天桥一座，16米长辅道小桥一座。
主线设计时速60km/h。路基宽40.5米，快车道2×12.25米，慢车道2×6.0米，中央分隔带2.0米，路面全宽36.5米，分离式路基宽28米，辅道路基宽10米。荷载等级为公路-I级。辅道采用二级公路标准，设计时速40km/h，辅道合并在一侧设计时路基宽10米，路面宽9.5米，辅道分设在主路两侧时路基宽6.0米，路面宽5.5米，荷载等级为公路-II级。

### 西环线

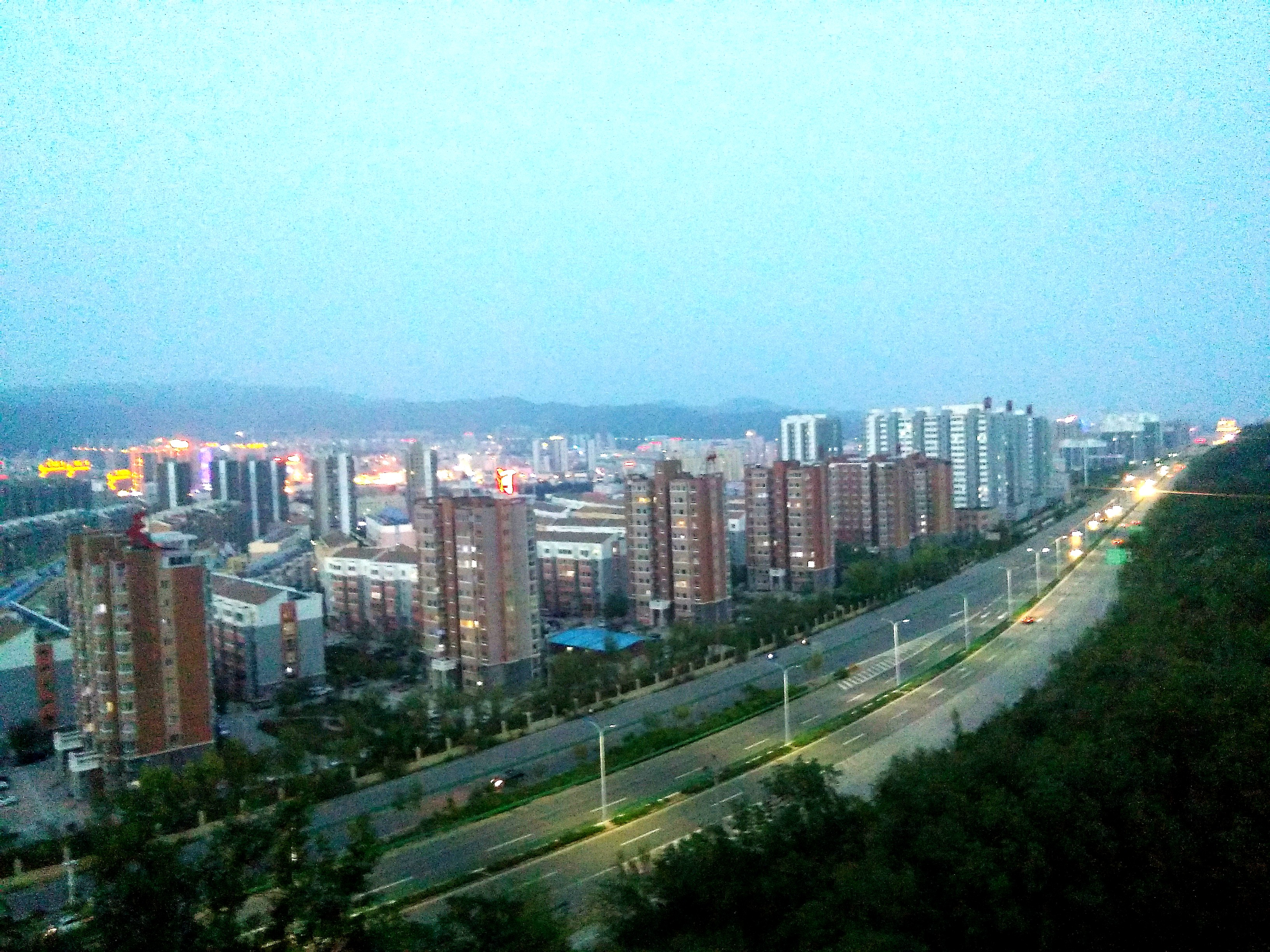
自赐儿山附近拍摄的西环

起点位于主城区内桥西区西北部的永丰堡村北部张家口教育学院附近，与河北省省道张沽线（张家口-沽源）相接；终点位于桥西区四方台沟附近，与张石高速连接线相接。路线全长6.02公里。路线主要穿越小白山、北瓦盆窑村、南瓦盆窑村。

### 张石高速连接线
全称为张家口市环城快速路张石高速公路张家口连接线，其起点位于张家口城市快速路西环线终点处，即桥西区四方台沟附近。经高家屯村、沈家屯村西、台子山北面的四杰屯村北，在四杰屯村西方上跨张石高速公路，向南与张石高速公路并行，下穿京包铁路，最后到达张石高速公路张家口南互通，路线全长8.7公里。

### 北环线

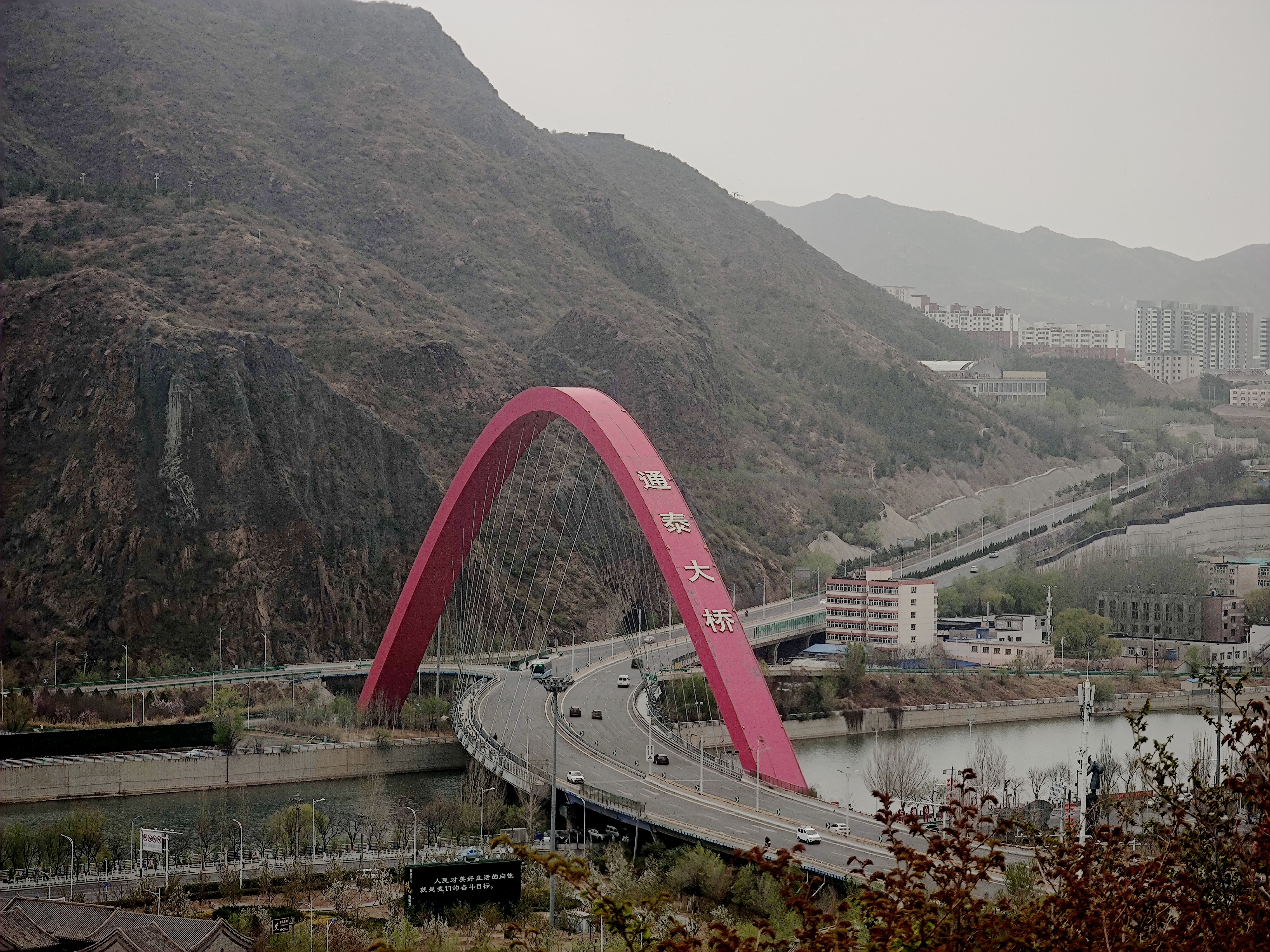
北环路通泰桥跨越清水河

起点位于五一大街东头口里东窑子村处，与东环线北头相连接，终点位于桥西区西北部的永丰堡村北部张家口教育学院附近，与西环线起点相连接。路线主要穿越清水河、省道张沽线（张家口-沽源）、张库古商道，修建一条长度为400米的公路隧道穿过位于市区西北部西太平山上的明长城，路线长度7.6公里，设计速度60km/h。
该线的西太平山隧道是华北地区最宽的单向隧道，宽14.25米。隧道左线长730米，右线777米，高度为5米；横跨清水河的通泰大桥主跨190米，是世界上跨度最大的下承式钢结构悬索拱桥，也是中国第一例主梁为下承式钢结构的悬索拱桥。

### 南环线
起点位于翟家庄与张宣公路交汇处，途中经过东房子、姚家庄、陈家庄、东辛庄等村庄，末端于许家庄与西环线相接，线路长度11.5公里，设计速度80km/h。

## 道路互通
- 东环线通过经五路，与张承高速公路的南出口相接。
- 东环线向南通过张宣大道（即110国道），与丹拉高速公路张家口出口相接。
- 东环线东北部通过五一大街与张承高速公路相接。
- 西环线在南部通过四杰屯村，与张石高速公路相接。
- 西环线在北部在永丰堡村教育学院处，经河北省省道张沽线与张石高速公路的张家口北出口相接。